# Guachetá
Guachetá è un comune della Colombia facente parte del dipartimento di Cundinamarca.
Il centro abitato venne fondato da Gonzalo Jimenez de Quesada nel 1537.